# Thomas Brdarić
Thomas Brdarić est un footballeur allemand né le 23 janvier 1975 à Nürtingen. Il mesure 1,87 m.

## Biographie
Cet attaquant fut formé au VfB Stuttgart. Il signa ensuite en 1994 au Fortuna Düsseldorf alors en Bundesliga 2. La montée en Bundesliga fut immédiate mais Brdarić perd du temps de jeu : seulement 10 matchs pour son retour parmi l'élite (il joua 10 matchs en Bundesliga avec Stuttgart en 1993-94. Il marqua également un but).
Cherchant du temps de jeu, il signe au Fortuna Cologne à l'été 1996. Il y jouera 3 saisons, toutes en Bundesliga 2, totalisant 22 buts en 59 matchs. Il devint alors titulaire indiscutable. 
Le Bayer Leverkusen ne restera pas insensible à ce joueur originaire par ses parents de l'ex-Yougoslavie. Le club l'embauchera à l'été 1999. Avec les blessures, il joua en moyenne une vingtaine de matchs de la saison, qui l'ont conduit à une finale de la Ligue des champions en 2002 ainsi qu'une finale de Coupe d'Allemagne la même année.
Quatre saisons plus tard, en 2003, il est prêté à Hanovre 96, en Bundesliga. Il s'impose facilement (28 apparitions et 12 buts) et cette saison, il a signé un contrat avec le VfL Wolfsburg en Bundesliga, où il s'impose encore puisqu'il en est à 28 apparitions lors desquelles il a fait trembler les filets à dix reprises.
Il a disputé au total 25 matchs en Ligue des champions pour 3 réalisations.
Il est également international allemand. Sa première cape remonte en effet au 27 mars 2002 à Rostock où l'Allemagne affrontait les États-Unis (score final : 4-2).

## Palmarès joueur
- 8 sélections et 1 but avec l'équipe d'Allemagne entre 2002 et 2005.
- Finaliste de la Ligue des champions : 2002 (Bayer Leverkusen).
- Finaliste de la Coupe d'Allemagne : 2002 (Bayer Leverkusen).

## Carrière d'entraîneur
- mai 2009-août 2009 :  1. FC Union Solingen
- 2013-2014 :  TSG Neustrelitz
- oct. 2015-2016 :  TSV Steinbach
- jan. 2017-2017 :  FK Shkëndija
- sep. 2017-2018 :  Tennis Borussia Berlin
- 2018-nov. 2019 :  FC Rot-Weiss Erfurt
- août 2020-mars 2022 :  KF Vllaznia Shkodër
- juin 2022-mai 2023 :  Chennaiyin FC
- juil. 2023-nov. 2023 :  Al Arabi SC
- avr. 2024-juin 2025 :  KF Vllaznia Shkodër

### Palmarès entraîneur
KF Vllaznia Shkodër
- Championnat d'Albanie
  - Vice-champion : 2021
- Coupe d'Albanie (1)
  - Vainqueur : 2021